# Paraphisis rubrosignata
Paraphisis rubrosignata är en insektsart som först beskrevs av Bolívar, I. 1905.  Paraphisis rubrosignata ingår i släktet Paraphisis och familjen vårtbitare. Inga underarter finns listade i Catalogue of Life.